# Liste australischer Schriftsteller
Australien existiert erst seit etwas über einhundert Jahren als eigenständige Nation und die australische Literatur ist somit noch relativ jung. Die meisten australischen Schriftsteller sind in Deutschland weitgehend unbekannt, obwohl der Schriftsteller Patrick White im Jahr 1973 den Nobelpreis für Literatur erhielt.
In den folgenden Listen werden die wichtigsten Autoren mit ihren Lebensdaten und ihren bekanntesten Werken aufgeführt.

## Autoren
| Name                                    | Lebensdaten | Werke |
| --------------------------------------- | ----------- | --- |
| Glenda Adams                            | 1939–2007   | Longleg, The Tempest of Clemenza, Dancing on Coral                                                                 |
| Jessica Anderson                        | 1916–2010   | Tirra Lirra by the River, The Impersonators, Stories from the Warm Zone                                            |
| Tom Arden                               | 1961–2015   | Moon Escape |
| Thea Astley                             | 1925–2004   | The Well Dressed Explorer, The Slow Natives, The Acolyte, Drylands                                                 |
| Murray Bail                             | * 1941      | Homesickness, Holden’s Performance, Eucalyptus                                                                     |
| Marjorie Barnard                        | 1897–1987   | |
| Michael Gerard Bauer                    | * 1955      | The Running Man, Don’t Call Me Ismael!                                                                             |
| Barbara Baynton                         | 1857–1929   | Bush Studies |
| Randolph Bedford                        | 1868–1941   | |
| Geoff Bingham                           | 1919–2009   | |
| Carmel Bird                             | * 1940      | The Bluebird Café, The White Garden, Red Shoes                                                                     |
| Rolf Boldrewood                         | 1826–1915   | Robbery under Arms                                                                                                 |
| Guy Boothby                             | 1867–1905   | Dr. Nikola |
| Alex Buzo                               | 1944–2006   | Norm and Ahmed, Rooted, Macquarie: a Play, Coralie Lansdowne Says No                                               |
| Trudi Canavan                           | * 1969      | Black Magician Trilogy, Age of the Five                                                                            |
| Peter Carey                             | * 1943      | Illywhacker, Oscar and Lucinda, Jack Maggs, Bliss, Die Steuerfahnderin, True History of the Kelly Gang             |
| Gavin Casey                             | 1907–1964   | |
| Donald Ernest Charlwood                 | 1915–2012   | |
| Marcus Clarke                           | 1846–1881   | For the Term of His Natural Life                                                                                   |
| James Clavell                           | 1921–1994   | King Rat, Shogun, Noble House                                                                                      |
| Kenneth Cook                            | 1929–1987   | Wake in Fright |
| Sandy Curtis                            | * 1948      | Das Tal der Angst, Der Fluss des Vergessens, Im Meer der Furcht, Am Abgrund der Vergeltung                         |
| Frank Dalby Davison                     | 1893–1970   | |
| Liam Davison                            | 1957–2014   | The Velodrome, Soundings, The White Woman                                                                          |
| Robert Dessaix                          | * 1944      | Night Letters |
| Garry Disher                            | * 1949      | Drachenmann, Dreck, Flugrausch, Gier, Hinter den Inseln, Hinterhalt, Willkür, Porta Villa Blues, Schnappschuss     |
| Jennifer Down                           | * 1990      | Our Magic Hour, Bodies of Light                                                                                    |
| Robert Drewe                            | * 1943      | The Savage Crows, The Bodysurfers, Grace                                                                           |
| Nick Earls                              | * 1963      | Zigzag Street, 48 Shades of Brown, Monica Bloom                                                                    |
| Greg Egan                               | * 1961      | Oceanic, Distress                                                                                                  |
| Sumner Locke Elliott                    | 1917–1991   | Careful, He Might Hear You, Rusty Bugles                                                                           |
| Jennifer Fallon                         | * 1959      | The Tide Lords, Demon Child Trilogy, The Hythrun Chronicles                                                        |
| Richard Flanagan                        | * 1961      | Death of a River Guide, The Sound of One Hand Clapping                                                             |
| David Foster                            | * 1949      | The Pure Land, Moonlite, The Pale Blue Crochet Coathanger Cover, The Glade within the Grove                        |
| David Francis                           | * 1958      | Stray Dog Winter, Great Inland Sea, Agapanthus Tango                                                               |
| Miles Franklin                          | 1879–1954   | My Brilliant Career                                                                                                |
| Joseph Furphy                           | 1843–1912   | Such is Life |
| Helen Garner                            | * 1942      | Monkey Grip, The Children’s Bach, Cosmo Cosmolino                                                                  |
| Peter Goldsworthy                       | * 1951      | Maestro |
| Germaine Greer                          | * 1939      | The Female Eunuch, Sex and Destiny: The Politics of Human Fertility                                                |
| Kate Grenville                          | * 1950      | Lilian’s Story, Dreamhouse, Dark Places, The Idea of Perfection, The Secret River, The Lieutenant, Sarah Thornhill |
| Jeannie Gunn                            | 1870–1961   | The Little Black Princess                                                                                          |
| Rodney Hall                             | * 1935      | Just Relations, The Grisly Wife, The Island in the Mind                                                            |
| Barbara Hanrahan                        | 1939–1991   | The Scent of Eucalyptus, Sea-Green, Dove, Flawless Jade                                                            |
| Lee Harding                             | 1937–2023   | Dancing Gerontius, Displaced Person                                                                                |
| Traci Harding                           | * 1964      | The Ancient Future, The Alchemist Key                                                                              |
| Richard Harland                         | * 1947      | The Black Crusade, Catabolic Magic, The Greater Death of Saito Saku                                                |
| Beverley Harper                         | 1941–2002   | Storms over Africa, Edge of the Rain, Echo of an Angry God                                                         |
| Sonya Hartnett                          | * 1968      | Of a Boy, Surrender, Landscape with Animals                                                                        |
| Xavier Herbert                          | 1901–1984   | Capricornia, Poor Fellow My Country                                                                                |
| Dorothy Coade Hewett                    | 1923–2002   | Alice in Wormland                                                                                                  |
| Helen Hodgman                           | 1945–2022   | Jack and Jill, Broken Words, The Bad Policeman                                                                     |
| Janette Turner Hospital                 | * 1942      | Charades, The Last Magician, Oyster                                                                                |
| Adrian Hyland                           | * 1954      | Diamond Dove, Gunshot Road                                                                                         |
| Ion Idriess                             | 1889–1979   | Lasseter’s Last Ride, Flynn of the Inland                                                                          |
| David Ireland                           | 1927–2022   | The Unknown Industrial Prisoner, The Glass Canoe, A Woman of the Future                                            |
| Ian Irvine                              | * 1950      | The View from the Mirror, The Well of Echoes, The Song of the Tears                                                |
| Charlotte Jay                           | 1919–1996   | Beat Not the Bones                                                                                                 |
| George Henry Johnston                   | 1912–1970   | My Brother Jack, Clean Straw for Nothing                                                                           |
| Elizabeth Jolley                        | 1923–2007   | Mr Scobie’s Riddle, My Father’s Moon, The Orchard Thieves, Lovesong                                                |
| Barry Jonsberg                          | * 1951      | The Whole Business with Kiffo and the Pitbull                                                                      |
| Thomas Keneally                         | * 1935      | Schindlers Liste, Bring Larks and Heroes, A Dutiful Daughter, Passenger, A River Town                              |
| Henry Kingsley                          | 1830–1876   | The Recollections of Geoffrey Hamlyn, Ravenshoe, Stretton                                                          |
| Christopher John Koch                   | 1932–2013   | The Boys in the Island, Highway to a War                                                                           |
| Michelle de Kretser                     | * 1957      | The Rose Grower, Der Fall Hamilton, The Lost Dog                                                                   |
| Richard Lane                            | 1918–2008   | |
| Eve Langley                             | 1908–1974   | The Pea-Pickers |
| Julia Leigh                             | * 1970      | Der Jäger, Unruhe                                                                                                  |
| Kathy Lette                             | * 1958      | Puberty Blues |
| Joan Lindsay                            | 1896–1984   | Picnic at Hanging Rock                                                                                             |
| Shane Maloney                           | * 1953      | The Brush Off |
| David Malouf                            | * 1934      | Johnno, The Great World, Dream Stuff                                                                               |
| Colleen McCullough                      | 1937–2015   | Die Dornenvögel |
| Ronald McKie                            | 1909–1991   | The Mango Tree |
| Alex Miller                             | * 1936      | Lovesong |
| Drusilla Modjeska                       | * 1946      | The Orchard |
| Frank Moorhouse                         | 1938–2022   | Grand Days, Dark Palace                                                                                            |
| Sally Morgan                            | * 1951      | My Place |
| Kate Morton                             | * 1976      | The Shifting Fog, The Forgotten Garden, The Distant Hours                                                          |
| Gerald Murnane                          | * 1939      | The Plains |
| Max Murray                              | 1901–1956   | The Voice of the Corpse, The Neat Little Corpse, The Right Honourable Corpse                                       |
| D’Arcy Niland                           | 1919–1967   | The Shiralee |
| Garth Nix                               | * 1963      | The Ragwitch, Shade’s Children, Sabriel, Lirael, Abhorsen                                                          |
| Oodgeroo Noonuccal (Kath Walker)        | 1920–1993   | We are Going, The Dawn Is at Hand                                                                                  |
| Malla Nunn                              | * 19**      | A Beautiful Place to Die                                                                                           |
| Charles Osborne                         | 1927–2017   | |
| Ruth Park                               | 1917–2010   | The Harp in the South, Swords and Crowns and Rings                                                                 |
| Andrew Barton Paterson (Banjo Paterson) | 1864–1941   | Waltzing Matilda, The Man from Snowy River                                                                         |
| Steven Paulsen                          | * 1955      | |
| Brian Penton                            | 1904–1951   | Landtakers, Inheritors                                                                                             |
| Doris Pilkington                        | 1937–2014   | Caprice: A Stockman’s Daughter, Follow the Rabbit-proof Fence. St. Lucia, Qld                                      |
| Katharine Susannah Prichard             | 1883–1969   | Coonardoo |
| Matthew Reilly                          | * 1974      | Ice Station |
| Henry Handel Richardson                 | 1870–1946   | The Fortunes of Richard Mahony                                                                                     |
| Josephine Rowe                          | * 1984      | A Loving, Faithful Animal                                                                                          |
| Steele Rudd                             | 1868–1935   | |
| Henry Savery                            | 1791–1842   | Quintus Servinton                                                                                                  |
| Thomas Shapcott                         | * 1935      | Theatre of Darkness                                                                                                |
| Patricia Shaw                           | * 1929      | River of the Sun, The Opal Seekers, The Five Winds                                                                 |
| Christina Stead                         | 1902–1983   | House of all Nations, The Man Who Loved Children, The Little Hotel                                                 |
| Amanda Stewart                          | * 1959      | |
| Dal Stivens                             | 1911–1997   | Jimmy Brockett |
| Randolph Stow                           | 1935–2010   | A Haunted Land, To the Islands, Tourmaline, Visitants                                                              |
| Peter Temple                            | 1946–2018   | Vergessene Schuld (Jack Irish), An Iron Rose, Shooting Star, Kalter August                                         |
| Christos Tsiolkas                       | * 1965      | Mapping Desire – Christos Tsiolkas’s Loaded                                                                        |
| George Turner                           | 1916–1997   | The Sea and Summer, Genetic Soldier                                                                                |
| Arthur W. Upfield                       | 1890–1964   | Death of a Lake und div. weitere Kriminalromane um Napoleon „Bony“ Bonaparte                                       |
| Alan Villiers                           | 1903–1982   | |
| Peter Watt                              | * 1949      | Eden, Wer dem Wind folgt, Papua, Shadow of the Osprey, Auf den Flügeln des Adlers, Cry of the Curlew               |
| Morris L. West                          | 1916–1999   | Children of the Sun, Daughter of Silence, The Ambassador, Vanishing Point                                          |
| Osmar White                             | 1909–1991   | Green Armour, Conqueror’s Road                                                                                     |
| Patrick White                           | 1912–1990   | Voss, Riders in the Chariot, The Twyborn Affair, Memoirs of Many in One                                            |
| David Williamson                        | * 1942      | Bühnenautor |
| Tim Winton                              | * 1960      | An Open Swimmer, Cloudstreet, The Riders, Reihe Lockie Leonard                                                     |
| Peter Yeldham                           | 1927–2022   | Two Sides of a Triangle                                                                                            |

## Dichter
| Name                | Lebensdaten | Werke                                                                                     |
| ------------------- | ----------- | ----------------------------------------------------------------------------------------- |
| Arthur Henry Adams  | 1872–1936   |                                                                                           |
| Francis Adams       | 1862–1893   | Songs of the Army of the Night                                                            |
| Christopher Brennan | 1870–1932   | Poems                                                                                     |
| Luke Davies         | * 1962      | auch Romane und Drehbücher                                                                |
| Jack Davis          | 1917–2000   | No Sugar, Jagardoo – Poems from Aboriginal Australia                                      |
| C. J. Dennis        | 1876–1938   | A Sentimental Bloke, Melbourne Streets                                                    |
| Edward Dyson        | 1865–1931   | Rhymes from the Mines and other Lines                                                     |
| Barron Fields       | 1786–1846   | First Fruits of Australian Poetry                                                         |
| Mary Gilmore        | 1865–1962   |                                                                                           |
| Adam Lindsay Gordon | 1833–1870   | Wolf and Hound, Bush Ballads                                                              |
| Charles Harpur      | 1813–1868   |                                                                                           |
| Kevin Hart          | * 1954      |                                                                                           |
| A. D. Hope          | 1907–2000   |                                                                                           |
| Henry Kendall       | 1839–1882   | Bell-Birds                                                                                |
| Henry Lawson        | 1867–1922   | The Days While We Went Swimming, The Teams, auch Kurzgeschichten (While the Billy Boiled) |
| Dorothea Mackellar  | 1885–1968   | My Country                                                                                |
| Les Murray          | 1938–2019   | Fredy Neptune                                                                             |
| Dorothy Porter      | 1954–2008   | Driving Too Fast, Crete, auch ein Roman (The Monkeys Mask)                                |
| Peter Porter        | 1929–2010   | Once Bitten, Twice Bitten, The Last of England, Better than God                           |
| David Rowbotham     | 1924–2010   | Poems for America                                                                         |
| Kenneth Slessor     | 1901–1971   | Five Bells, Cuckooz Contrey, One Hundred Poems                                            |
| Judith Wright       | 1915–2000   | South of My Days                                                                          |

## Kinderbuchautoren
| Name                                   | Lebensdaten | Werke                                                                              |
| -------------------------------------- | ----------- | ---------------------------------------------------------------------------------- |
| Pamela Allen                           | * 1934      | Who Sank the Boat, Bertie and the Bear, My Cat Maisie                              |
| Nan Chauncy                            | 1900–1970   | They Found a Cave, Tiger in the Bush, Devil’s Hill, Tangara                        |
| Gary Crew                              | * 1947      | First Light, po or shit, The Watertower                                            |
| John Flanagan                          | * 1944      | Die Chroniken von Araluen                                                          |
| Mem Fox                                | * 1946      | Possum Magic, Wombat Divine                                                        |
| Libby Gleeson                          | * 1950      | The Princess and the Perfect Dish, An Ordinary Day                                 |
| Morris Gleitzman                       | * 1953      | Two Weeks With The Queen, Boy Overboard, Sticky Beak                               |
| Sonya Hartnett                         | * 1968      | Sleeping Dogs, Thursday’s Child                                                    |
| Elizabeth Honey                        | * 1947      | Princess Beatrice and the Rotten Robber, Don’t Pat the Wombat, The Moon in the Man |
| Paul Jennings                          | * 1943      | Unreal!, Wicked!, The Gizmo                                                        |
| Robin Klein                            | * 1936      | Hating Alison Ashley, Halfway Across the Galaxy and Turn Left                      |
| John Marsden                           | * 1950      | Tomorrow-Serie                                                                     |
| Geoffrey McSkimming                    | * 1962      | Cairo Jim-Reihe                                                                    |
| James Moloney                          | * 1954      | The House on River Terrace, Black Taxi                                             |
| Patricia Mullins                       |             | Hattie and the Fox, The Magic Saddle, The Sea-Breeze Hotel                         |
| Martine Murray                         | * 1951      | How to Make a Bird                                                                 |
| Emily Rodda (Pseud. von Jennifer Rowe) | * 1948      | Deltora Quest, Pigs Might Fly                                                      |
| Dick Roughsey                          | 1924–1985   | Turramulli the Giant Quinkin                                                       |
| Ivan Southall                          | 1921–2008   | Ash Road, Simon-Black-Reihe                                                        |
| Colin Thiele                           | 1920–2006   | The Sun on the Stubble, Storm Boy, Blue Fin                                        |
| P. L. Travers                          | 1899–1996   | Mary Poppins                                                                       |
| Margaret Wild                          | * 1948      | The Very Best of Friends, Baby Boomsticks, Jenny Angel, Jinx                       |
| Patricia Wrightson                     | 1921–2010   | The Crooked Snake, The Nargun and the Stars, A Little Fear                         |

## Weitere
| Name             | Lebensdaten | Werke                                                                |
| ---------------- | ----------- | -------------------------------------------------------------------- |
| Geraldine Brooks | * 1955      | Nine Parts of Desire, Foreign Correspondence, Year of Wonders, March |
| Wilfred Burchett | 1911–1983   | Journalist                                                           |
| Caroline Carver  | * 1959      | Dead Heat, Ein glücklicher Ort, Wettlauf im Outback                  |